# Maison de Béziers
 (janvier 2024).
 (janvier 2024).
La maison de Béziers est une famille féodale qui régna sur la vicomté de Béziers de 881 à 1034.

## Filiation
- Rainard, vicomte de Béziers (en 881)
  - Boson, vicomte de Béziers et d'Agde (897-920)
    - Teudon (895-956)
    - Guillaume, vicomte de Béziers
      - Raymond (915-967), vicomte de Béziers et d'Agde, ∞ Garsinde de Rouergue
        - Guillaume (né vers 941, décédé le 17 août 993), vicomte de Béziers (967-993), vicomte d'Agde  ∞ Ermentrude
          - Garsinde (975-1043), vicomtesse de Béziers (990), ∞ (1) (990) Raymond Roger (né vers 965-1011), comte de Carcassonne, ∞ (2) (avant 1013) Bernard Ier, dit Pelet, seigneur d'Anduze, né avant 955, décédé avant 1029
          - Sénégonde, ∞ (vers 995) un dénommé Richard, peut-être Richard de Millau, vicomte de Rouergue
          - Guisle, ∞ Hugo, Comte d'Empúries, comte de Peralada (992-1040)

  - Reginald, évêque de Béziers (906-930)